# Književnost u 1996.
◄◄ | ◄ | 1993. | 1994. | 1995. | 1996.  | 1997. | 1998. | 1999. | ► | ►►
Arhitektura • Astronautika • Astronomija • Biologija • Film • Fotografija • Glazba • Kazalište • Kemija • Kiparstvo • Knjige • Književnost • Kršćanstvo • Meteorologija • Medicina • Planinarstvo • Politika • Pravo • Promet • Slikarstvo • Strip • Šport • Televizija • Znanost • Zrakoplovstvo • Željeznički promet
Književnost u 1996.

## Svijet

### Nagrade i priznanja
- Nobelova nagrada za književnost:

### Smrti
- 18. ožujka – Odiseas Elitis, grčki pjesnik (* 1911.)

## Vanjske poveznice
|  | Zajednički poslužitelj ima još gradiva o temi Književnost u 1996. |